# Lithobates pueblae
Lithobates pueblae är en groddjursart som först beskrevs av Richard G. Zweifel 1955.  Lithobates pueblae ingår i släktet Lithobates och familjen egentliga grodor. IUCN kategoriserar arten globalt som akut hotad. Inga underarter finns listade i Catalogue of Life.